# Impactos ambientales de la inteligencia artificial

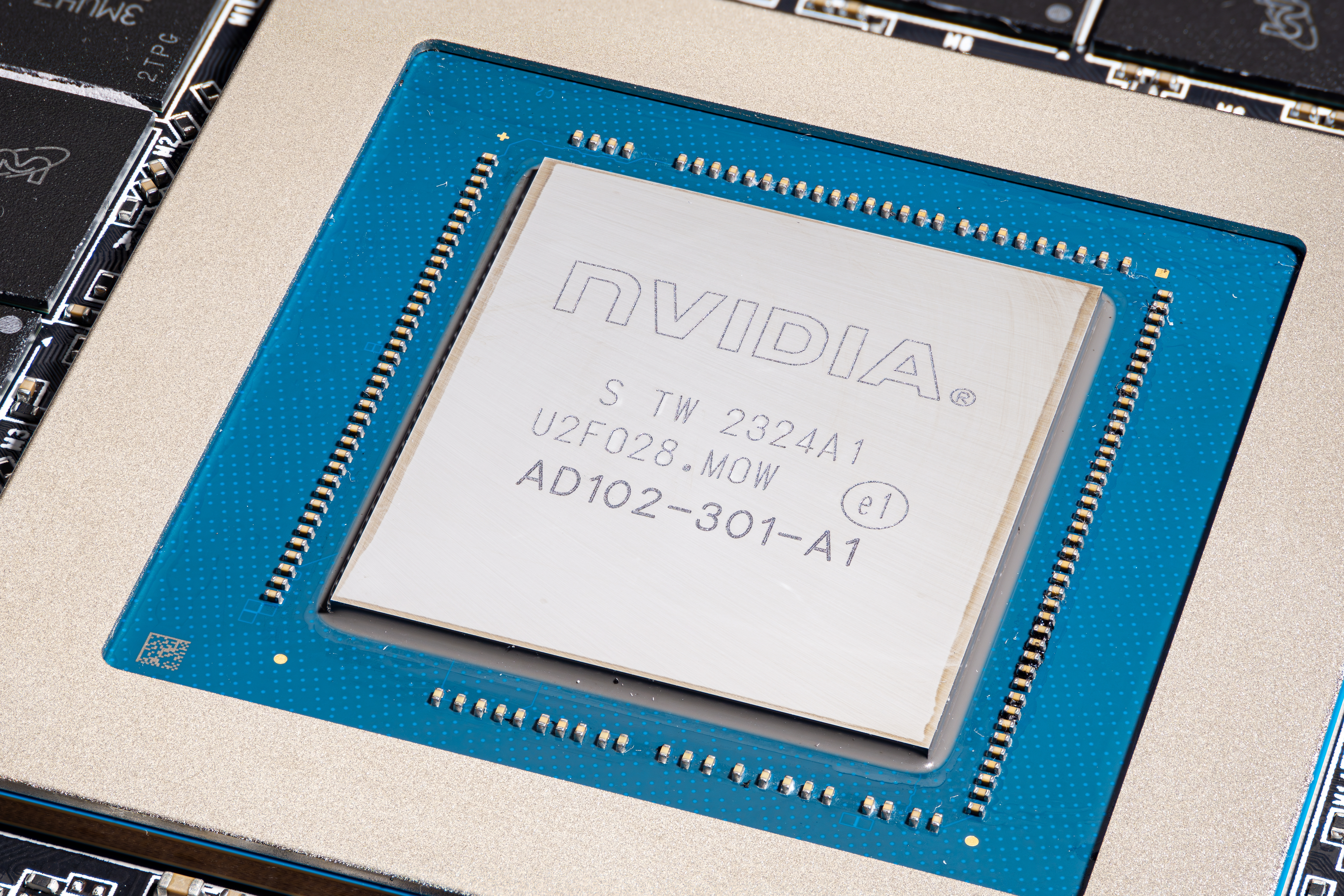
Se observa que los chips de GPU utilizados en IA requieren más energía y refrigeración en comparación con un chip de CPU tradicional.

Los impactos ambientales de la inteligencia artificial (IA) pueden variar significativamente. Muchos métodos de aprendizaje profundo tienen una importante huella de carbono y consumo de agua.

## Huella de carbono
La IA tiene una importante huella de carbono debido al creciente consumo de energía, especialmente debido al entrenamiento y el uso. Los investigadores han argumentado que la huella de carbono de los modelos de IA durante el entrenamiento debe tenerse en cuenta al intentar comprender el impacto de la IA. Un estudio sugirió que para 2027, los costos de energía para IA podrían aumentar a 85-134 Twh, casi el 0,5% de todo el uso de energía actual.  El entrenamiento de un modelo de aprendizaje profundo puede utilizar hasta la misma huella de carbono que las emisiones de la vida útil de cinco automóviles. El entrenamiento de un modelo de lenguaje grande (LLM) y otras IA generativas generalmente requiere mucha más energía en comparación con la ejecución de una única predicción en el modelo entrenado. Sin embargo, el uso repetido de un modelo entrenado puede fácilmente multiplicar los costos energéticos de las predicciones. El cálculo necesario para entrenar los modelos de IA más avanzados se duplica cada 3,4 meses en promedio, lo que genera un uso exponencial de energía y la consiguiente huella de carbono.
BERT, un modelo de IA generativa entrenado en 2019, consumió «la energía de un vuelo transcontinental de ida y vuelta». El GPT-3 liberó 552 toneladas métricas de dióxido de carbono a la atmósfera durante el entrenamiento, «el equivalente a 123 vehículos propulsados por gasolina conducidos durante un año». Gran parte del coste energético se debe a arquitecturas de modelos y procesadores ineficientes. Un modelo llamado BLOOM, de Hugging Face, entrenó con chips más eficientes y, por lo tanto, solo liberó 25 toneladas métricas de CO2. Si se tiene en cuenta el coste energético de la fabricación de los chips para el sistema, se duplicó la huella de carbono, hasta «el equivalente a unos 60 vuelos entre Londres y Nueva York». Se calcula que operar BLOOM a diario libera una huella de carbono equivalente a conducir 54 millas.
Los algoritmos que tienen menores costos de energía pero se ejecutan millones de veces al día también pueden tener huellas de carbono significativas. La integración de la IA en los motores de búsqueda podría multiplicar significativamente los costos de energía y algunas estimaciones sugieren que los costos de energía aumentarían a casi 30 mil millones de kWh por año, una huella energética mayor que la de muchos países. Otra estimación determinó que integrar ChatGPT en cada consulta del buscador de Google consumiría 10 tWh cada año, el equivalente al consumo energético anual de 1,5 millones de residentes de la Unión Europea.
La IA ha provocado un mayor consumo de agua y energía, lo que genera demandas significativamente mayores en la red. Debido a la creciente demanda de energía de los proyectos relacionados con la IA, una central eléctrica de carbón en Kansas City y otra en Virginia Occidental retrasaron su cierre. Otras centrales de carbón en la región de Salt Lake City han pospuesto su cierre hasta por una década. En Virginia y Francia se han producido intensos debates ambientales sobre si se debería convocar una «moratoria» para la construcción de centros de datos adicionales. En 2024, en el Foro Económico Mundial, el ejecutivo de OpenAI, Sam Altman, pronunció un discurso en el que dijo que la industria de la IA solo puede crecer si hay un gran avance tecnológico para aumentar el desarrollo energético.
En 2024, Google no logró alcanzar los objetivos clave de su plan de cero emisiones netas como resultado de su trabajo con IA, y tuvo un aumento del 48% en las emisiones de gases de efecto invernadero atribuible a su crecimiento en IA. Microsoft y Meta tuvieron aumentos similares en su huella de carbono, atribuidos de manera similar a la IA. La huella de carbono de los modelos de IA depende de la fuente de energía utilizada, y los centros de datos que utilizan energía renovable reducen su huella. Muchas empresas tecnológicas afirman compensar el consumo de energía comprando energía de fuentes renovables, aunque algunos expertos sostienen que las empresas de servicios públicos simplemente reemplazan la energía renovable declarada con mayores fuentes no renovables para sus otros clientes. El análisis de la huella de carbono de los modelos de IA sigue siendo difícil de determinar, ya que se agregan como parte de las huellas de carbono de los centros de datos, y algunos modelos pueden ayudar a reducir las huellas de carbono de otras industrias, o debido a las diferencias en los informes de las empresas.
Algunas aplicaciones del aprendizaje automático, como el descubrimiento y la exploración de combustibles fósiles, pueden empeorar el cambio climático. El uso de IA para mercadotecnia personalizada en línea también puede conducir a un mayor consumo de bienes, lo que también podría incrementar las emisiones globales.

### Eficiencia energética
Los chips de IA (es decir, las GPU) utilizan más energía y emiten más calor que los chips de CPU tradicionales. Los modelos de IA con arquitecturas implementadas de manera ineficiente o entrenados en chips menos eficientes pueden utilizar más energía. Desde la década de 1940, la eficiencia energética de la computación se ha duplicado cada 1,6 años. Algunos escépticos argumentan que las mejoras en la eficiencia de la IA sólo pueden aumentar su uso y, por lo tanto, la huella de carbono debido a la paradoja de Jevons.

## Uso del agua
El enfriamiento de los servidores de IA puede demandar grandes cantidades de agua dulce que se evapora en una torre de refrigeración. Para 2027, la IA podría utilizar hasta 6600 millones de metros cúbicos de agua. Un profesor ha estimado que una sesión promedio en ChatGPT, con 10 a 50 respuestas, puede utilizar hasta medio litro de agua fresca. El entrenamiento del GPT-3 puede haber utilizado 700 000 litros de agua, equivalente a la huella hídrica de la fabricación de 320 vehículos eléctricos Tesla.
Un centro de datos que Microsoft había considerado construir cerca de Phoenix, debido al creciente uso de IA, probablemente consumiría hasta 56 millones de galones de agua dulce cada año, el equivalente a la huella hídrica de 670 familias. Microsoft puede haber aumentado el consumo de agua en un 34% debido a la IA, mientras que Google aumentó su uso de agua en un 20% debido a la IA. Gracias a su centro de datos en Iowa, Microsoft fue responsable del 6% del uso de agua dulce en una ciudad local.

## Chatarra electrónica
La chatarra electrónica derivada de la producción de hardware de IA también pueden contribuir a las emisiones. El rápido crecimiento de la IA también puede conducir a una desuso más rápida de los dispositivos, lo que genera desechos electrónicos peligrosos. Algunas aplicaciones de la IA, como el reciclaje de robots, pueden reducir los desechos electrónicos.

## Soluciones climáticas
La IA tiene un potencial significativo para ayudar a mitigar los efectos del cambio climático, por ejemplo mediante mejores predicciones meteorológicas, prevención de desastres y seguimiento del clima. Algunos científicos del clima han sugerido que la IA podría utilizarse para mejorar la eficiencia de los sistemas, como los sistemas de energía renovable. Google ha afirmado que la IA podría ayudar a mitigar algunos efectos del cambio climático, como predecir inundaciones o hacer que el tráfico sea más eficiente. Algunos algoritmos pueden ayudar a predecir los impactos de huracanes más severos, medir el derretimiento del hielo polar, la deforestación y ayudar a monitorear las emisiones de las fuentes. Un proyecto de aprendizaje automático, el proyecto Open Catalyst, se ha utilizado para identificar «electrocatalizadores de bajo coste adecuados» para el almacenamiento de baterías de fuentes de energía renovables. La IA también puede mejorar la eficiencia de las cadenas de suministro y la producción en industrias ambientalmente perjudiciales, como la alimentación y la moda pronta.